# Mathias Lange
Mathias Lange (* 13. April 1985 in Klagenfurt am Wörthersee) ist ein ehemaliger österreichisch-deutscher Eishockeytorwart, der unter anderem mehrere Jahre für die Iserlohn Roosters in der Deutschen Eishockey Liga (DEL) spielte.

## Karriere
Mathias Lange begann seine Karriere als Eishockeyspieler in der Jugend des EC KAC, für dessen Profimannschaft er in der Saison 2001/02 sein Debüt in der Österreichischen Bundesliga gab, als er in drei Spielen auf der Bank saß und ein Mal zwischen den Pfosten stand. Anschließend wechselte der Torhüter zu den Billings Bulls, für die er die folgenden beiden Jahre in der Juniorenliga America West Hockey League aktiv war. Daraufhin spielte der Linksfänger eine Saison lang für New York Apple Core aus der Eastern Junior Hockey League. Von 2005 bis 2009 lief der Österreicher für das Team des Rensselaer Polytechnic Institute in der National Collegiate Athletic Association auf, ehe er für die Saison 2009/10 einen Vertrag bei den DEG Metro Stars aus der Deutschen Eishockey Liga erhielt. Als Back-up hinter Jamie Storr kam er nur zu fünf Einsätzen.
Bedingt durch die langwierige Verletzung von Stammtorhüter Christian Rohde erhielt Lange im Januar 2011 einen Probevertrag über vier Spiele bei den Ravensburg Towerstars aus der 2. Bundesliga. Aufgrund seiner überzeugenden Leistungen wurde sein Vertrag bereits nach drei Spielen bis zum Saisonende verlängert. Er feierte mit Ravensburg die Meisterschaft, erhielt aufgrund von Etatkürzungen aber keinen neuen Vertrag. Daraufhin war er bis Mitte November 2011 ohne Verein. Dann unterschrieb er bei den SERC Wild Wings wiederum einen Probevertrag bis Ende Dezember, der vorzeitig bis zum Saisonende verlängert wurde. Auch in die Saison 2012/13 startete er vereinslos, bis er im Januar von den Bietigheim Steelers verpflichtet wurde. Nach drei Einsätzen in der Hauptrunde wurde er in den Playoffs zum Stammtorhüter und führte die Mannschaft mit einem Gegentorschnitt von 1,80 zur Meisterschaft. 

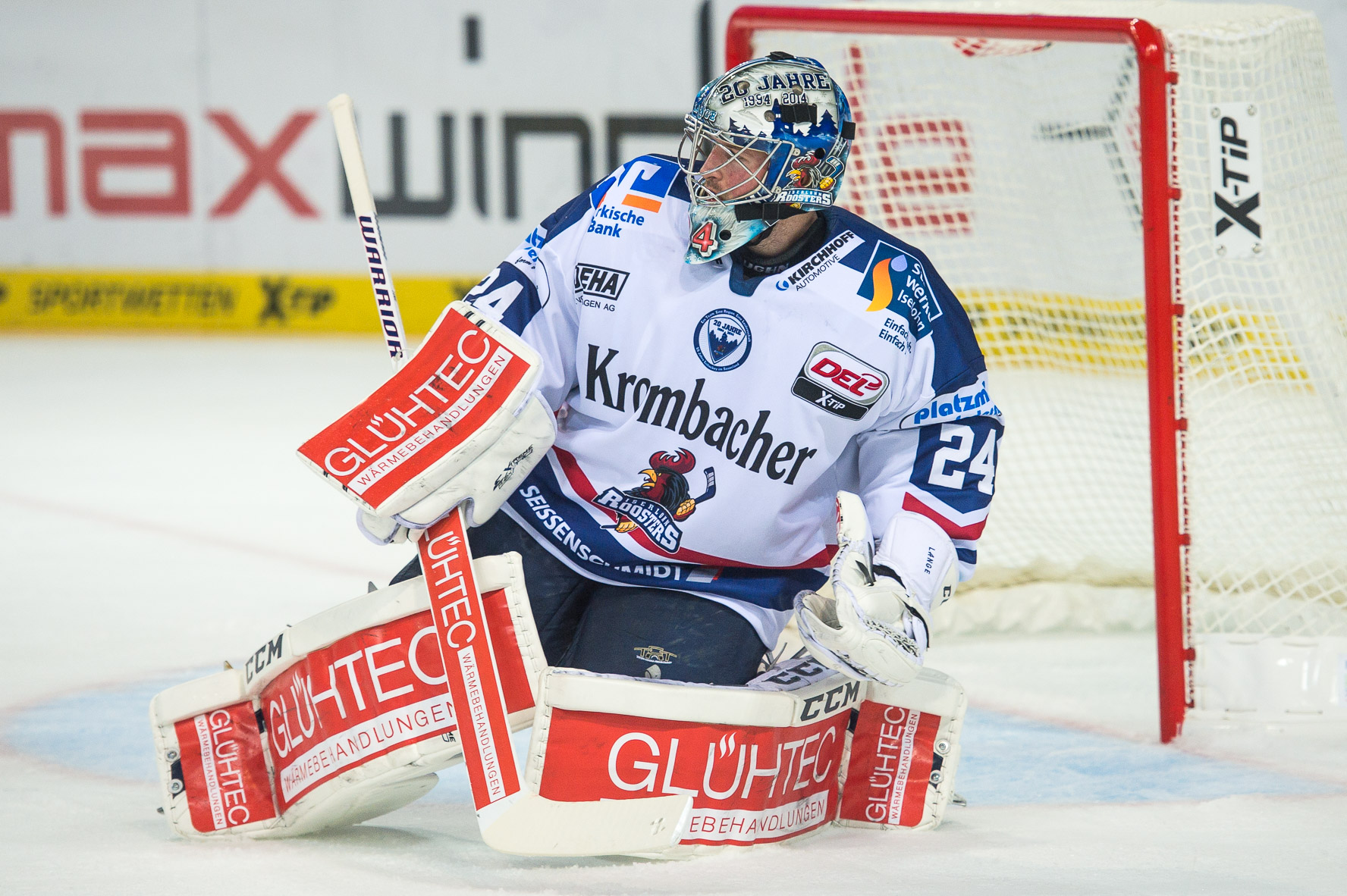
Mathias Lange im Trikot der Iserlohn Roosters.

Im Juli 2013 gaben die Iserlohn Roosters aus der DEL bekannt, Lange als Back-up für die Spielzeit 2013/14 verpflichtet zu haben. Nachdem Sébastien Caron die Roosters früh in der Saison verlassen hatte, kam Lange auf ebenso viele Einsätze wie der nachverpflichtete Erik Ersberg. In der Saison 2014/15 wurde er mit 48 Einsätzen in der Hauptrunde zum Stammtorhüter, in den folgenden Jahren teilte er sich die Position mit Chet Pickard und Sebastian Dahm. In der Spielzeit 2018/19 kam er unter dem neuen Cheftrainer Rob Daum hingegen kaum noch zum Einsatz, sodass sein Vertrag im März 2019 nicht verlängert wurde. In sechs Jahren stand er 182 Mal für die Roosters zwischen den Pfosten, häufiger als jeder andere Torwart vor ihm. 

### International
Für Österreich nahm Lange an den U18-Junioren-B-Weltmeisterschaften 2001, 2002 und 2003, sowie der U20-Junioren-B-Weltmeisterschaft 2003 teil. Des Weiteren stand er im Aufgebot Österreichs bei der U20-Junioren-Weltmeisterschaft 2004, bei der er mit seiner Mannschaft als Aufsteiger direkt wieder abstieg. 
Bei der Weltmeisterschaft 2013 gehörte er erstmals im Seniorenbereich zur Nationalmannschaft, kam aber hinter René Swette und Bernhard Starkbaum nicht zum Einsatz. Seinen ersten Einsatz absolvierte er am 7. November 2013 gegen Frankreich im Rahmen der Euro Ice Hockey Challenge.
Nachdem er für den vorläufigen Kader für die Olympischen Winterspiele 2014 in Sotschi nur auf Abruf nominiert wurde, gehörte Lange letztendlich doch zum Olympiakader Österreichs, was er selbst als Höhepunkt seiner Laufbahn beschrieb. Während er im ersten Spiel als dritter Torhüter auf der Tribüne saß, war Lange im zweiten Spiel Ersatztorwart hinter Bernhard Starkbaum. Beim Stand von 0:6 gegen den späteren Olympiasieger Kanada wurde Lange für das letzte Drittel eingewechselt und konnte alle 15 Schüsse halten. Im letzten Spiel der Gruppenphase spielte er von Beginn an und führte sein Team zum 3:1-Sieg gegen Norwegen. Aufgrund seiner guten Leistungen spielte Lange auch das nächste Spiel, die Viertelfinalqualifikation gegen Slowenien. Dort verlor Österreich 0:4 und schied aus dem Turnier aus.

### Trainerlaufbahn
Nach dem Ende seiner Spielerkarriere kehrte er als Director of Hockey Operations an das Renssaler Polytechnic Institute zurück. Im Sommer 2021 wurde er an gleicher Stelle Co-Trainer. Seit 2022 ist er zugleich als Assistenztrainer für Nachwuchsnationalmannschaften des ÖEHV tätig. Mit der U20-Nationalmannschaft nahm er an den Weltmeisterschaften 2022 und 2023 teil. Mit dem U18-Team gelang ihm 2023 der Aufstieg in die Division IA.

## Persönliches
Lange studierte am Rensselaer Polytechnic Institute Business Management und schloss sein Studium mit einem Bachelor ab. Sein deutscher Großvater wurde in Hamburg geboren, worauf sich sein deutscher Pass begründet. Sein älterer Bruder Harry Lange war ebenfalls Eishockeyspieler und arbeitet derzeit als Eishockeytrainer.

## Erfolge und Auszeichnungen
- 2003 Aufstieg in die Top Division bei der U20-Junioren-B-Weltmeisterschaft
- 2006 ECAC All-Rookie Team
- 2007 ECAC All-Academic Team
- 2008 ECAC All-Academic Team
- 2009 ECAC All-Academic Team
- 2011 Meister der 2. Bundesliga mit den Ravensburg Towerstars
- 2013 Meister der 2. Bundesliga mit den Bietigheim Steelers
- 2013 Most Valuable Player der Playoff-Finalserie in der 2. Bundesliga[1]

## Karrierestatistik

### International
Vertrat Österreich bei:
| - U18-Weltmeisterschaft der Division I 2001 - U18-Weltmeisterschaft der Division I 2002 - U18-Weltmeisterschaft der Division I 2003 - U20-Weltmeisterschaft der Division I 2003 | - U20-Weltmeisterschaft 2004 - Weltmeisterschaft 2013 - Olympische Winterspiele 2014 |

(Legende zur Torhüterstatistik: GP oder Sp = Spiele insgesamt; W oder S = Siege; L oder N = Niederlagen; T oder U oder OT = Unentschieden oder Overtime- bzw. Shootout-Niederlage; Min. = Minuten; SOG oder SaT = Schüsse aufs Tor; GA oder GT = Gegentore; SO = Shutouts; GAA oder GTS = Gegentorschnitt; Sv% oder SVS% = Fangquote; EN = Empty Net Goal; 1 Play-downs/Relegation; Kursiv: Statistik nicht vollständig)